# Boulengerochromis microlepis
Boulengerochromis microlepis (Boulenger 1899) — вид риб родини цихлових, єдиний у монотиповому роді Boulengerochromis. Можливо є самою великою цихлідою, оскільки виростає до понад 90 см і важить до 4-5 кг.
Цей великий хижак є ендеміком оз. Танганьїка в Східній Африці.
Вид спочатку був описаний як Tilapia microlepis Джорджем Альбертом Буленджером в 1899.
Рід було перейменовано на його честь Жаком Пеллегріном (Jacques Pellegrin) в 1904.